# Gaultheria humifusa
Gaultheria humifusa är en ljungväxtart som först beskrevs av Robert Graham, och fick sitt nu gällande namn av Per Axel Rydberg. Gaultheria humifusa ingår i släktet Gaultheria och familjen ljungväxter. Inga underarter finns listade i Catalogue of Life.